# ریک شارلزورث
ریک شارلزورث (انگلیسی: Ric Charlesworth؛ زادهٔ ۶ فوریهٔ ۱۹۵۲) بازیکن هاکی روی چمن، بازیکن کریکت، سیاستمدار، نویسنده، و پزشک اهل استرالیا است.